# Konj, Litija
Konj este o localitate din comuna Litija, Slovenia, cu o populație de 89 de locuitori.